# Pintor de Sosias
El Pintor de Sosias fue un pintor griego antiguo de vasos que pintó cerámica ática de figuras rojas . Trabajó en la Atenas  en la época arcaica tardía, alrededor del 510-490 a. C. Se desconoce el verdadero nombre del pintor. Su nombre se basa en el hecho de que pintó un kílix firmado por el alfarero Sosias, cuyo tondo representa a Aquiles y Patroclo.
Fue uno de los primeros pintores de figuras rojas y formó parte del llamado Grupo pionero. Se ha sugerido que se trata de Eutímides o el Pintor de Cleofrades. Su estilo pictórico es a menudo idealista, a veces muy realista, como en las cílicas de Aquiles y Patroclo.
Su nombre está inscrito en un hermoso kílix descubierto en Vulci en 1828 y que se encuentra actualmente en los Museos Estatales de Berlín (n.º inv. 1030). Esta obra es uno de los mejores ejemplos conservados de pintura de vasos greco-etruscos. Los autores de arte antiguo la han comparado con las producciones de Polignoto, por el carácter visible en las figuras, por su minucioso y elaborado acabado. En cualquier caso, pertenece a uno de los mejores períodos del arte griego, y por la forma en que las figuras se adaptan a la forma del vaso, así como por el estilo general de la composición, los más entendidos la consideran una obra manifiestamente original y no una mera copia de algún artista de renombre. El tema representado en el interior del vaso está tomado de las míticas aventuras de Aquiles y Patroclo. Aquiles, instruido por Quirón en el arte de la curación, venda una herida que Patroclo recibió, según se supone, en la batalla contra el misio Télefo, la cual fue la primera gran victoria obtenida por los dos héroes. El significado de la composición del lado exterior es más dudoso. Consiste principalmente en figuras de divinidades, y se ha interpretado de diversas maneras como el matrimonio de Peleo y Tetis, o algún otro tema nupcial, o, en relación con el otro lado del vaso, como un grupo de divinidades que asisten como espectadores a las hazañas de Aquiles y su amigo. Se supone que el vaso fue un regalo nupcial.

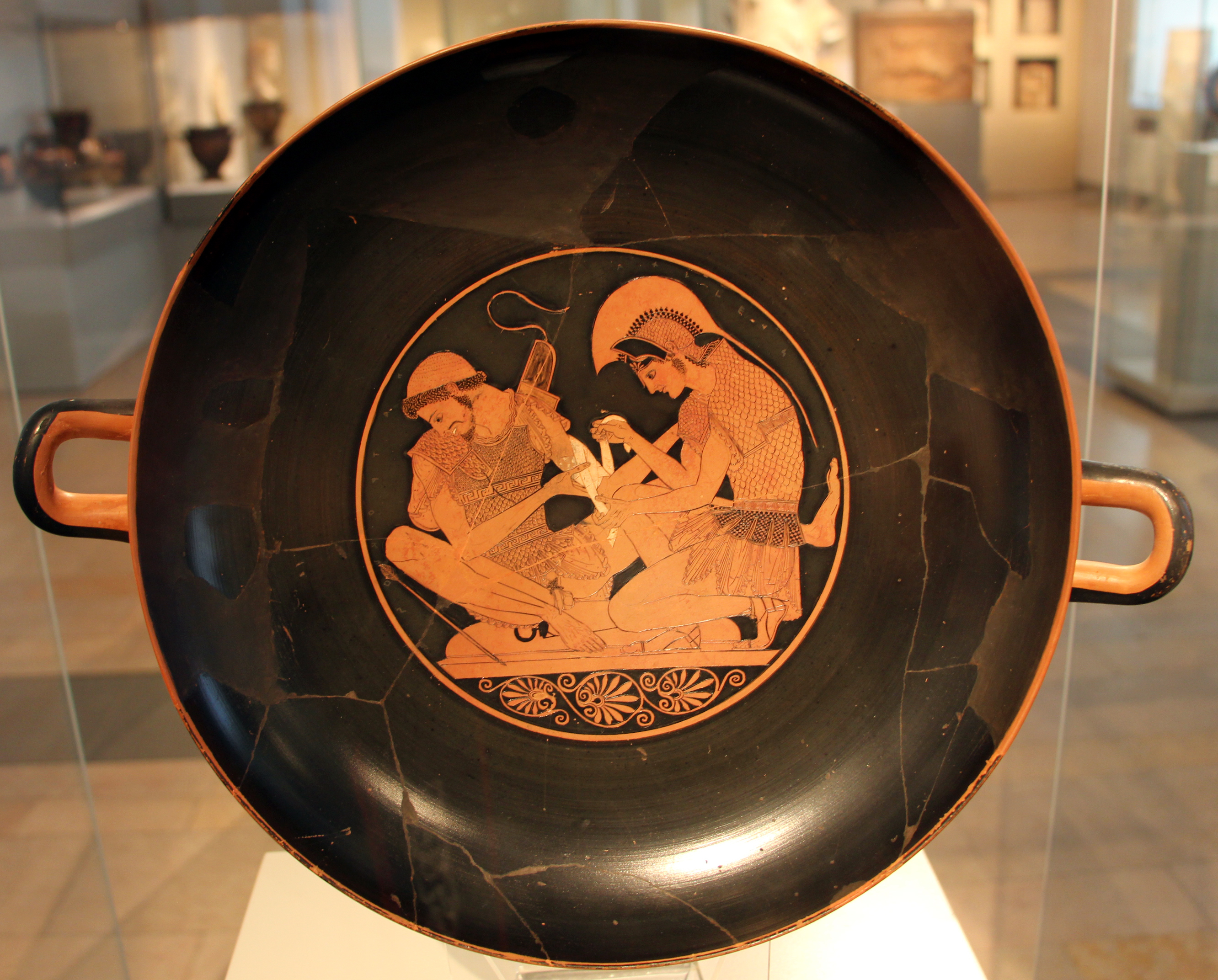
Kílix con Aquiles y Patroclo, c. 500 a. C.
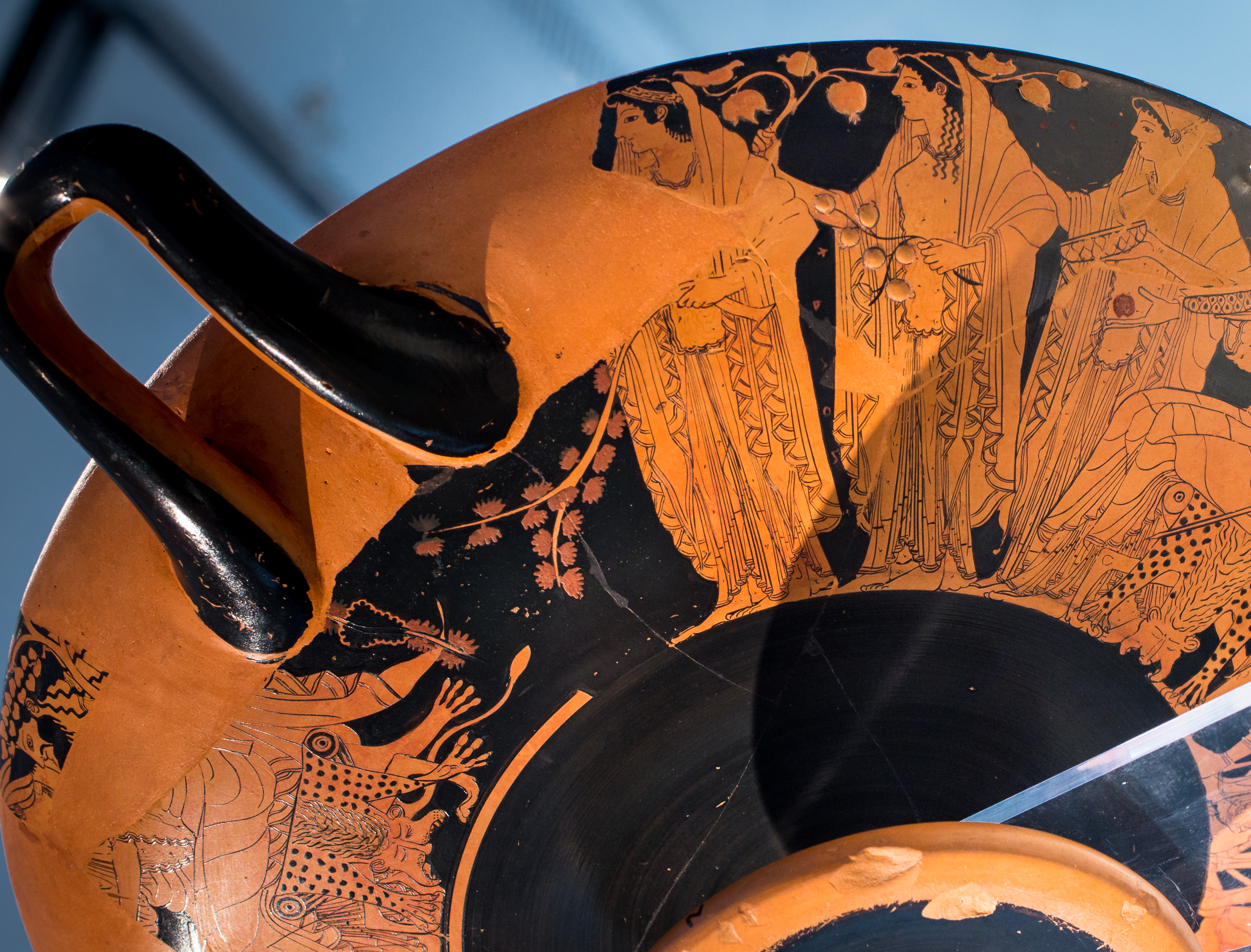
Heracles en el Olimpo. Detalle del exterior del mismo kílix.